# Daniel und Dennis Schellhase

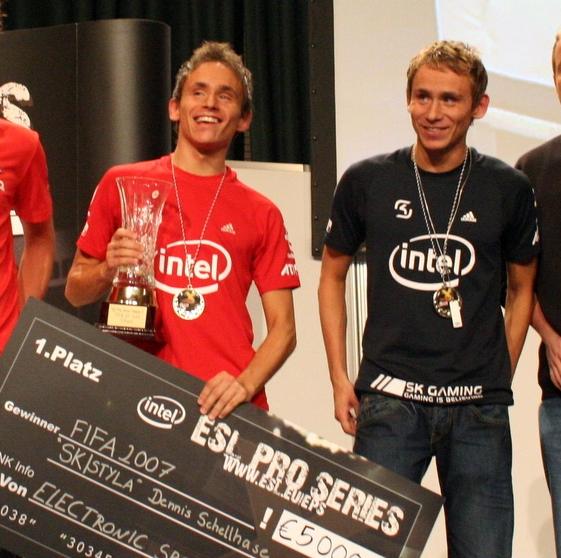
Daniel und Dennis Schellhase

Die Zwillinge Daniel „hero“ und Dennis „styla“ Schellhase (* 13. August 1983 in Gelsenkirchen) sind zwei ehemalige deutsche E-Sportler in der Computer-Fußball-Simulation FIFA, welche zusammenfassend auch FIFA-Twins genannt werden.

## Karriere-Beginn
Die FIFA-Twins sind die erfolgreichsten FIFA-Spieler der Welt. Ihre Karriere begann im November 2002 zum Release von FIFA 2003. Sie konnten im ersten Jahr einen dreifachen Erfolg bei den Weltmeisterschaften der Computerspiele, den World Cyber Games 2003 in Seoul, feiern. Sie trafen im Finale aufeinander und hatten somit Gold und Silber sicher. Zusätzlich wurde dieser Erfolg mit Gold im 2on2-Modus gekrönt, bei dem sie die Niederlande im Finale mit 5:2 schlagen konnten. Mit zwei Gold- und einer Silber-Medaille hatten sie maßgeblichen Anteil am Erfolg des deutschen E-Sport-Nationalteams bei den World Cyber Games 2003. Deutschland konnte damals als erste nicht-koreanische Nation den Medaillenspiegel anführen und die Nationen-Wertung für sich entscheiden.
| Clan-History                      |
| --------------------------------- |
| Ende 2002 – Mitte 2003 a-Losers   |
| Mitte 2003 – Ende 2004 Pro-Gaming |
| Ende 2004 – Ende 2010 SK Gaming   |

## Clan-Zugehörigkeit
Anfang 2002 begann Daniel beim Team „Heinerfest“, während Dennis bei den „a-Losers“ anfing. Einige Monate später folgte Daniel seinem Bruder zu den „a-Losers“. Vor der Teilnahme zum Grand Final der World Cyber Games wurden sie für das Werks-Team „Team Fujitsu Siemens Computers“ unter Vertrag genommen, welches unter dem damaligen Management von pro-gaming stand. Ende 2004 wechselten sie zu SK Gaming, bei denen sie bis zum Karriereende unter Vertrag standen.

## Medien-Interesse und Werbekampagnen
Aufgrund des Erfolgs auf den World Cyber Games 2003 und Weiterer entstand ein großes Interesse in den Medien. Es folgten Berichte in diversen Zeitungen/Zeitschriften (z. B. Stern, Spiegel, Focus, Kicker, Süddeutsche Zeitung, die Welt), Radio (u. a. EinsLive, WDR2, RauteMusik, Radio Sputnik, Radio Energy) sowie Berichte und Auftritte in TV (u. a. TV total, Stern TV, Abenteuer Leben, heute, Tagesschau, Markt, Neues).
Die mediale Präsenz führte dazu, dass sie Teil mehrerer (Werbe-)kampagnen wurden:
- 2004 – Fujitsu Siemens Computers: Deutschland PC
- 2005 – Intel: Notebook Gaming
- 2007 – adidas: „Schlag den Weltmeister“- Store Tour
- 2007 – Techniker Krankenkasse: Fit 4 Games
- 2007 – Hand in Hand for Children e. V.
- 2008 – Steel Series: Siberia Neckband Headset[5]
- 2008 – Fifa Interactive World Cup: Store Tour „Fifa-Twins und Oliver Pocher suchen den besten Spieler auf der PS3“[6]
- 2009 – Acer: PC Aspire SK-Gaming Edition
- 2009/2010 – Vivalamopped.com: VIP Fahrschüler, wie Monica Ivancan, Wilson Gonzalez Ochsenknecht, Vanessa Petruo, Curse, u. v. m. filmen per Video-Blog ihre Erfolge beim Erlangen des Motorrad-Führerscheins. 2010 bloggen sie unter dem Motto: FIFA Twins Ruhrkultour.2010[7]
- 2010 – Acer: PC Aspire Predator

## Größte Erfolge

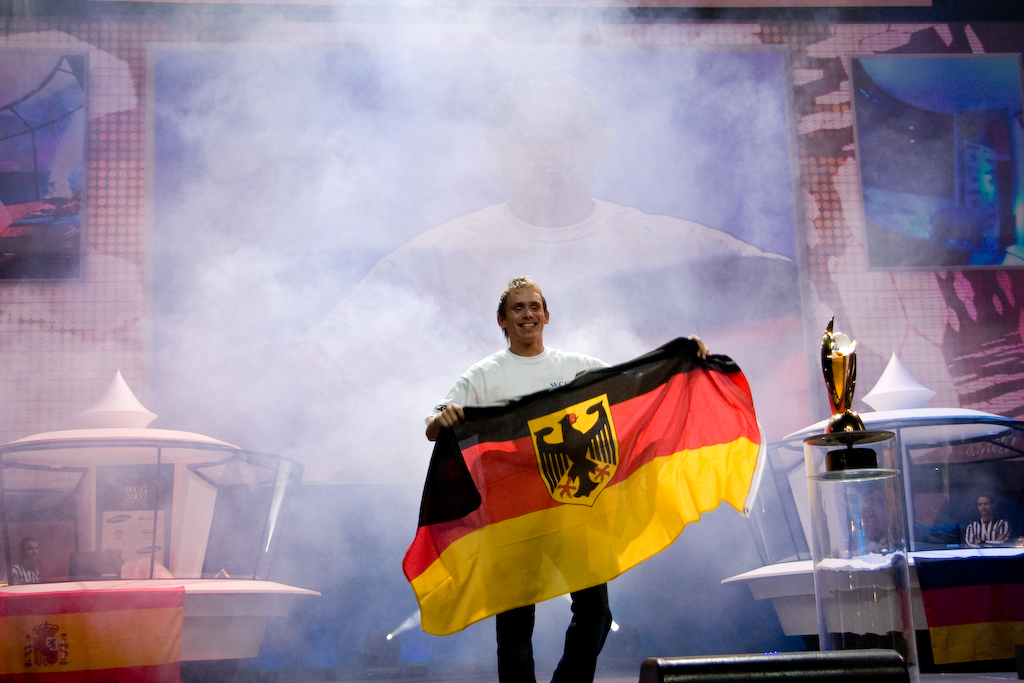
Daniel Schellhase – Weltmeister bei den World Cyber Games 2007

Die FIFA-Twins konnten nahezu alle Titel erreichen, die es im PC-Bereich der FIFA-Serie zu gewinnen gab. Im Laufe ihrer Karriere errangen sie mehrfach Titel wie Welt-, Europa- und deutsche Meister:
Daniel Schellhase
- 3-facher Weltmeister bei den World Cyber Games
- 2-facher Vizeweltmeister bei den World Cyber Games
- 11-facher deutscher Meister in der ESL Pro Series. 9× im Team, 2× im Einzel
- 4-facher Europameister mit der Nationalmannschaft im European Nations Championship

Dennis Schellhase
- 3-facher Weltmeister bei den World Cyber Games
- 2-facher Europameister beim europäischen Ableger der World Cyber Games (Samsung Euro Championship, ehemals Euro Cyber Games)
- 12-facher deutscher Meister in der ESL Pro Series. 9× im Team, 3× im Einzel
- 4-facher Europameister mit der Nationalmannschaft im European Nations Championship

## Auszeichnungen
2007 wurden die FIFA-Twins mit dem Lara Award in der Kategorie „Hall of Game“ geehrt: „Mit der LARA – HALL OF GAME ehrt die Jury Persönlichkeiten und Institutionen, die in der Geschichte der Computer- und Videospiele nachhaltig Spuren hinterlassen haben. Dieser Spezialpreis wird für besondere Leistungen, Werke oder kreative Ideen vergeben. Dazu zählen auch Maßnahmen, die Wachstum, Image und Bedeutung dieses Entertainmentzweiges in der Welt gefördert haben.“
Daniel (2007) und Dennis (2005) Schellhase wurden in die Hall of Fame der World Cyber Games als „WCG Legends“ aufgenommen.
Daniel und Dennis Schellhase wurden in die SK-Gaming „Hall of Fame“ aufgenommen.
Daniel (2007, 2008) und Dennis (2004, 2006) Schellhase wurden beide jeweils 2-mal beim E-Sports Award zum International Player of the year nominiert.
Daniel wurde 2-mal zum wertvollsten Spieler der ESL Pro Series in Saison 8 und 10 gekürt.

## Wissenswerte Statistiken und Fakten
Anhand der Erfolge der FIFA-Twins ergeben sich folgende Statistiken:
- Die FIFA-Twins nahmen im Laufe ihrer achtjährigen Karriere an insgesamt 53 bedeutenden Offline-Events teil. Sie gewannen davon 28 im Einzel und 14 im Team. Mit insgesamt 42 Turniererfolgen hatten sie damit insgesamt eine Turniersiegquote von 79 %.
- Die FIFA-Twins gewannen 15 von 19 Teamwettbewerben, so dass sich dort eine Quote von 79 % ergibt. Die Turniersiegquote in den reinen Einzelwettbewerben beträgt genau 80 % (28/35).
- Dennis gewann in seiner Einzelspielerkarriere 14 von 30 bedeutende Offline-Events. Damit hatte er eine Turniersiegquote von 47 %. Daniel gewann in seiner Einzelspielerkarriere 14 von 31 bedeutende Offline-Events. Damit hatte er eine Turniersiegquote von 45 %.
- Die FIFA-Twins gewannen alle in ihrer Karriere ausgespielten Einzelmeisterschaften in der höchsten deutschen Spielklasse der ESL (ESL Pro Series 1on1).
- Spielten die FIFA-Twins für die Nationalmannschaft, gewannen sie ohne Ausnahme jeden Europameisterschaftstitel (European Nations Championship).
- Mit SK Gaming konnten sie 6-mal in Folge die ESL Pro Series im Teamwettbewerb gewinnen. Blendet man den 1-jährigen Rückzug aus dem Teamwettbewerb im Jahr 2009 aus, dann schafften sie sogar 8 Siege in Folge.
- Jedes Mal, wenn Daniel die Qualifikation zur Weltmeisterschaft (WCG Grand Final) erreichte, kam er bei selbiger auch ins Finale.
- Wenn Dennis bei einer Weltmeisterschaftsqualifikation (WCG National Final) scheiterte, dann lediglich im Spiel um den dritten Qualifikationsplatz. Damit stellt der 4. Platz seine schlechteste Platzierung bei acht WCG National Finals dar.
- Daniel ist disziplinenübergreifend mit 3× Gold und 2× Silber der erfolgreichste Spieler in der Geschichte der World Cyber Games. Auf Platz 2 folgt Dennis mit 3× Gold (Stand:12/2010).

- Dennis konnte als Manager des FIFA-Teams von SK Gaming(2006–2010) und dem deutschen FIFA-Nationalteam(2009–2010) bei 10 Teilnahmen an bedeutenden Teamwettbewerben alle gewinnen. War Dennis Team-Manager ergibt sich für die FIFA-Twins in den Teamwettbewerben eine Turniersiegquote von 100 % (8× ESL Pro Series 5on5, 2× European Nations Championship). Ohne Dennis als Team-Manager konnten die FIFA-Twins jedoch nur 3 von 7 bedeutende Teamwettbewerbe gewinnen. So ergibt sich da „nur“ eine Turniersiegquote von 43 %

- Die FIFA-Twins wurden Weltmeister als Spieler und als Trainer (2009 durch Joshua Begehr).
- Daniel ist Fan des 1. FC Kaiserslautern[13]

## Wirken nach Karriereende
Dennis Schellhase arbeitet nach seinem Karriereende Ende 2010 für den NAS-Hersteller Synology als Leiter im Produktmanagement. Auch Bruder Daniel war im Produktmanagement für das Unternehmen Konica Minolta tätig. Seit Juli 2021 arbeitet Daniel Schellhase für die Open Telekom Cloud der T-Systems GmbH.